# Victor Madrigal-Borloz
Victor Madrigal-Borloz est un avocat du Costa Rica. Il est secrétaire général du Conseil international de réhabilitation des victimes de la torture (en) et ancien expert indépendant des Nations unies sur la protection contre la violence et la discrimination fondée sur l'orientation sexuelle et l'identité de genre.

## Début de carrière
Il travaille tout d'abord pour l'Institut danois pour les droits de l'homme à Copenhague, puis pour la Cour interaméricaine des droits de l'homme à San José au Costa-Rica.

## Expert indépendant des Nations-Unies
À la fin de 2017, le Conseil des droits de l'homme des Nations unies a nommé Victor Madrigal-Borloz au poste d'expert indépendant des Nations unies sur la Protection contre la violence et la discrimination fondée sur l'orientation sexuelle et l'identité de genre, pour une période de trois ans à compter du 1er janvier 2018, en remplacement de Vitit Muntarbhorn (en). Son mandat consiste à évaluer la mise en œuvre du droit international des droits de l'homme, à sensibiliser l'opinion publique, à dialoguer avec toutes les parties prenantes concernées et fournir des services de conseil, une assistance technique et un renforcement des capacités afin de lutter contre la violence et la discrimination fondée sur l'orientation sexuelle ou l'identité de genre. Il est aussi un des signataires des Principes de Yogyakarta.
En 2022, l'Organisation de la coopération islamique tente de faire supprimer son poste mais elle n'y parvient pas,,.
Victor Madrigal Borloz arrive à la fin de son deuxième et dernier mandat fin 2023. Il est remplacé par le sud-africain Graeme Reid (activiste), ancien directeur du programme sur les droits humains des personnes LGBTIQ+ à Human Rights Watch.